# Svetovni pokal v biatlonu 2018
41. sezona svetovnega pokala v biatlonu se je začela v Östersund 26. novembra 2017. Vrhunec sezone bodo Zimske olimpijske igre 2018.

## Koledar tekem
| Lokacija           | Datum                      | Posamična                   | Sprint                      | Zasledovanje                | Skupinski start             | Ekipna tekma (4)            | Mešana ekipna tekma (4)     | Mešana ekipna tekma (2)     |
| ------------------ | -------------------------- | --------------------------- | --------------------------- | --------------------------- | --------------------------- | --------------------------- | --------------------------- | --------------------------- |
| Östersund          | 26. november – 3. december | ●                           | ●                           | ●                           |                             |                             | ●                           | ●                           |
| Hochfilzen         | 8. - 10. december          |                             | ●                           | ●                           |                             | ●                           |                             |                             |
| Annecy             | 14. - 17. december         |                             | ●                           | ●                           | ●                           |                             |                             |                             |
| Oberhof            | 4. - 7. januar             |                             | ●                           | ●                           |                             | ●                           |                             |                             |
| Ruhpolding         | 10. - 14. januar           | ●                           |                             |                             | ●                           | ●                           |                             |                             |
| Antholz-Anterselva | 16. - 21. januar           |                             | ●                           | ●                           | ●                           |                             |                             |                             |
| Pyeongchang        | 9. - 25. februar           | Zimske olimpijske igre 2018 | Zimske olimpijske igre 2018 | Zimske olimpijske igre 2018 | Zimske olimpijske igre 2018 | Zimske olimpijske igre 2018 | Zimske olimpijske igre 2018 | Zimske olimpijske igre 2018 |
| Kontiolahti        | 6. - 11. marec             |                             | ●                           |                             | ●                           |                             | ●                           | ●                           |
| Oslo Holmenkollen  | 13. - 18. marec            |                             | ●                           | ●                           |                             | ●                           |                             |                             |
| Tyumen             | 20. - 25. marec            |                             | ●                           | ●                           | ●                           |                             |                             |                             |
| Skupaj             | Skupaj                     | 2                           | 8                           | 7                           | 5                           | 4                           | 2                           | 2                           |